# TRI4TH
TRI4TH（トライフォース）は、日本の5人組ジャズバンドである。
迫力あるライブパフォーマンスが話題のジャズ・クィンテット。近年リリースするCDはタワーレコードジャズチャートで1位を連続して獲得している。TOKYO JAZZ FESTIVAL 2016(the plaza)にも出演を果たした。

## メンバー
- 織田祐亮（おりたゆうすけ） - 1979年10月15日生まれ。トランペット担当。埼玉県出身。愛知県立芸術大学

- 藤田淳之介（ふじたじゅんのすけ） - 1979年10月3日生まれ。サクソフォーン担当。鳥取県出身。

- 竹内大輔（たけうちだいすけ） - 1980年1月29日生まれ。ピアノ担当。東京都出身。

- 関谷友貴（せきやともたか）1981年9月5日生まれ。ベース担当。大阪府出身。Los Angeles Music Academy、バークリー音楽大学

- 伊藤隆郎（いとうたかお） - 1980年12月26日生まれ。 ドラム担当。ボトムを支えつつもボーカル、フロントマンとしての役目も担い、しばしば観客を煽る。富山県出身。愛知県立芸術大学

## 経歴
- 2006年 
  - 同じ大学の出身であるトランペット織田祐亮、ピアノ喜多形寛丈、ドラム伊藤隆郎の3人でTRI4THを結成。
- 2007年 
  - ビクターエンタテインメントから音楽配信を開始。
- 2008年 
  - 同じ大学出身の知人を介し、サックスの藤田淳之介と知り合い、メンバーに迎え入れる。
  - 須永辰緒が主催するイベント夜ジャズyoung stageに出演（エントランスでの演奏）に出演。以降、レギュラーアクトとして出演することになる。
- 2009年
  - discminorよりアナログシングル「TRI4TH plus EP」をリリース。
  - 予てよりサポートをしていたベースの関谷友貴が加入。
  - 三谷幸喜脚本、香取慎吾主演、小西康陽音楽のミュージカル『TALK LIKE SINGING』にバンドで演奏・出演、ニューヨーク・日本公演を果たす。
- 2010年
  - 1stアルバム「TRI4TH」をリリース。
- 2011年
  - ピアノの喜多形寛丈が脱退。童謡カバーアルバム「わらべジャズ」をリリース。
- 2012年
  - ピアノの竹内大輔が加入。2ndアルバム「TRI4TH AHEAD」をリリース。
- 2013年
  - 3rdアルバム「Five Color Elements」をリリース。
- 2015年
  - Playwrightレーベルに移籍。4thアルバム「AWAKENING」をリリース。
- 2016年
  - 4月　ベスト・アルバム「MEANING」をリリース。
  - 9月　5thアルバム「Defying」をリリース。
- 2017年
  - 5月　Calmeraとのスプリット作「Horns Riot」をリリース。
  - 10月　「DIRTY BULLET」がTVアニメ「博多豚骨ラーメンズ」（2018年1月・TOKYO MX系で放送開始）のエンディングテーマに決定。
- 2018年
  - 11月14日　SME Recordsより、メジャー・デビュー・アルバム「ANTHOLOGY」をリリース。
- 2019年
  - 7月10日　メジャー2ndアルバムとなる「jack-in-the-box」をリリース。
- 2020年
  - 10月7日　メジャー3rdアルバムとなる「Turn On The Light」をリリース。
- 2021年
  - 3月17日 TRI4THの結成15周年を記念したアニバーサリーツアー「TRI4TH 15th Anniversary Tour season1.」の開催を発表。合わせて、ファンコミュニティサイト「TRI4TH BASE」も立ち上げる。
  - 9月15日 結成15周年を記念しての4thアルバム「GIFT」をリリース。サウンドプロデューサーにシライシ紗トリ、Kan Sano、Shingo Suzukiらを迎えた今作は、feat.アーティストとして、チバユウスケ、Kan Sano、ASOBOiSM、岩間俊樹、MPC GIRL USAGIら豪華アーティストの参加。また、初回生産限定盤はオリジナル・アルバムに加え、ファンからのオンライン投票による15周年ベスト・アルバムも同梱。

## ディスコグラフィ

### シングル
|     | 発売日        | タイトル     | 備考                                       |
| --- | ------------- | ------------ | ------------------------------------------ |
| 1st | 2018年2月21日 | DIRTY BULLET | アニメ博多豚骨ラーメンズエンディングテーマ |

### アナログシングル
|     | 発売日        | タイトル                     |
| --- | ------------- | ---------------------------- |
| 1st | 2009年3月16日 | TRI4TH plus EP               |
| 2nd | 2013年4月20日 | KIEV (FUKUSHIMA) / TRY AHEAD |

### 配信限定シングル
| 発売日        | タイトル                            |
| ------------- | ----------------------------------- |
| 2019年8月18日 | Shot The Ghost -あっこゴリラREMIX-  |
| 2020年8月19日 | The Light (feat. 岩間俊樹)          |
| 2020年9月16日 | For The Loser (feat. KEMURI HORNS)  |
| 2021年8月25日 | SENRITSU (feat. Kan Sano)           |
| 2021年9月8日  | LET JERRY ROLL (feat. チバユウスケ) |

### アルバム
|       | 発売日         | タイトル                     |
| ----- | -------------- | ---------------------------- |
| 1st   | 2010年8月25日  | TRI4TH                       |
| 2nd   | 2012年8月8日   | TRI4TH AHEAD                 |
| 3rd   | 2013年11月6日  | FIVE COLOR ELEMENTS          |
| 4th   | 2015年10月7日  | AWAKENING                    |
| 5th   | 2016年9月14日  | Defying                      |
| 6th   | 2017年9月6日   | 4th Rebellion                |
| Split | 2017年5月10日  | HORNS RIOT / TRI4TH&カルメラ |
| 7th   | 2018年11月14日 | ANTHOLOGY                    |
| 8th   | 2019年7月10日  | jack-in-the-box              |
| 9th   | 2020年10月7日  | Turn On The Light            |
| 10th  | 2021年9月15日  | GIFT                         |
| 11th  | 2023年2月15日  | CALM&CLASH                   |

### 企画盤
|                | リリース日     | タイトル     |                    |
| -------------- | -------------- | ------------ | ------------------ |
| カバーアルバム | 2011年11月23日 | わらべJAZZ   | 童謡ジャズカヴァー |
| カバーアルバム | 2018年05月23日 | Hybrid ROOTS |                    |